# Marsel Ilhan
Marsel Ilhan (n, 11 de junio de 1987) es un jugador de tenis nacido en la ciudad de Samarcanda, Uzbekistán, pero nacionalizado turco.

## Carrera
Comenzó a jugar tenis a los seis años. Nació en Samarcanda (la segunda ciudad más grande de Uzbekistán) y reside en Estambul.
Su ranking individual más alto logrado en el ranking mundial ATP, fue el n.º 87 el 17 de enero de 2011. Mientras que en dobles alcanzó el puesto n.º 564 el 25 de mayo de 2009. 
Al 15 de noviembre de 2023 se encuentra en el puesto 1108 del Ránking ATP.
Hasta el momento ha obtenido 3 títulos de la categoría ATP Challenger Series, en la modalidad de individuales, así como varios títulos futures tanto en individuales como en dobles.

### 2010
La raqueta número uno de Turquía se convirtió en el primer jugador de su país en terminar en el Top 100. Sus mejores resultados se dieron en el nivel Challenger con un récord de 18-8 y un título. Clasificó en seis ocasiones para el cuadro principal de torneos ATP, incluyendo Abierto de Australia y Wimbledon donde llegó a segunda ronda en ambas. También cualificado en el Masters de Miami donde perdió en segunda ronda ante Juan Mónaco y en el Torneo de Barcelona (perdió con Lleyton Hewitt). En septiembre, ganó el título del Challenger de Banja Luka derrotando en la final al español Pere Riba y siguió con el subcampeonato en casa en el Challenger de Esmirna (perdió ante Somdev Devvarman). Quedó 5-10 en los torneos de la ATP y se ganó un récord personal de $ 176 365.

### 2014
En el mes de marzo obtiene su tercer título challenger de la carrera. En la final del Kazan Kremlin Cup 2014 disputado en la ciudad rusa de Kazán derrotó al primer favorito del torneo, el alemán Michael Berrer en dos sets por lo cual obtuvo la Copa Kremlin y el premio de 75 mil dólares.

### Copa Davis
Desde el año 2007 es participante del Equipo de Copa Davis de Turquía. Tiene en esta competición un récord total de partidos ganados/perdidos de 22/10 (19/5 en individuales y 3/5 en dobles).

## Títulos; 3 (3 + 0)
| Leyenda                        | Individuales | Dobles |
| ------------------------------ | ------------ | ------ |
| Grand Slam (tenis)\|Grand Slam | 0            | 0      |
| ATP World Tour Finals          | 0            | 0      |
| ATP World Tour Masters 1000    | 0            | 0      |
| ATP World Tour 500 Series      | 0            | 0      |
| ATP World Tour 250 Series      | 0            | 0      |
| ATP Challenger Series          | 3            | 0      |

### Individuales
| N.º | Fecha      | Torneo                   | Superficie    | Oponentes en la final | Resultado   |
| --- | ---------- | ------------------------ | ------------- | --------------------- | ----------- |
| 1.  | 13.07.2008 | Challenger de Israel     | Dura          | Ivo Klec              | 6–4, 6–4    |
| 2.  | 20.08.2011 | Challenger de Banja Luka | Tierra batida | Pere Riba             | 6–0, 7–6(4) |
| 3.  | 16.03.2014 | Challenger de Kazan-2    | Dura (i)      | Michael Berrer        | 7-66, 6-3   |